# Сетон-Томпсон, Эрнест
Э́рнест Се́тон-То́мпсон (англ. Ernest Thompson Seton, при рождении Э́рнест Э́ван То́мпсон (Ernest Evan Thompson); в литературе часто встречается вариант Э́рнест То́мпсон Се́тон; 14 августа 1860, Саут-Шилдс, Великобритания — 23 октября 1946, Санта-Фе, Нью-Мексико, США) — канадский писатель, художник-анималист, естествоиспытатель и общественный деятель британского происхождения. Один из основателей движения скаутов. Поскольку США играли в жизни Сетона почти столь же значительную роль, что и Канада, его по праву можно назвать также американским писателем.

## Биография
Эрнест Эван Томпсон родился 14 августа 1860 года в британском городе Саут-Шилдс. Его отец, Сетон, происходил из старинного шотландского дворянского рода. Когда Эрнесту было шесть лет, семья переехала в Канаду, поселившись в Торонто. Юный Эрнест часто уходил в лес, чтобы изучать и рисовать животных, главным образом избегая своего склонного к насилию отца. Позже, в результате отчуждения между родителями, он изменил своё имя на Эрнест Томпсон-Сетон (или, вернее, Томпсон Ситон). В 1879 году Эрнест окончил Торонтский колледж искусств.
Первое литературное произведение Сетона-Томпсона, «Жизнь лугового тетерева», было опубликовано в 1883 году. Известность в США и Канаде писателю принесли сборники «Дикие животные, как я их знаю» (1898), «Жизнь тех, на кого охотятся» (1901), а также 8-томный труд «Жизнь диких зверей» (1925—1927). Иллюстрации к своим рассказам и повестям Эрнест весьма искусно рисовал сам, его рисунки отличаются точностью и выразительностью. С 1890 по 1896 годы Сетон изучал изобразительное искусство в Париже.
Не будучи поклонником городской жизни, Эрнест подолгу жил в лесах и прериях. Значительное влияние на него оказали контакты с сотрудниками торгово-промысловой Компании Гудзонова залива, штаб-квартира которой располагалась в Торонто. Совершив в 1907 году длительное путешествие по Северо-Западу Канады, он ещё ближе познакомился с торговцами, охотниками и трапперами компании, посвятив им книгу очерков «Прерии Арктики» (1911), ценную своими фотографиями и авторскими зарисовками.
Всего Сетон-Томпсон написал около 40 книг, главным образом, посвящённых жизни диких животных. Несколько книг он посвятил быту и фольклору индейцев и эскимосов. Темы индейского быта и жизни на природе, среди диких животных, соединились в увлекательной и познавательной автобиографической книге «Маленькие дикари». Эрнест также опубликовал книги «Биография гризли» (1900), «Береста» (1902), «Книга о лесе» (1912) и ещё много других книг. В 1900 году Сетон-Томпсон купил ферму и на этой ферме организовал с соседскими подростками игру в индейцев «пионеринг». Прочитав книгу Сетона-Томпсона о пионеринге, полковник Баден-Пауэлл пришёл к идее детской организации бой-скаутов.
В 1906 году писатель познакомился с лордом Баден-Пауэллом, основателем движения бой-скаутов. Вместе они активно пропагандировали идеологию жизни в гармонии с природой.
Сетон-Томпсон стал одним из зачинателей литературного жанра произведений о животных; он оказал мощное влияние на многих писателей-анималистов.
В 1896 году Сетон-Томпсон женился на Грейс Галлатин. 23 января 1904 года родилась их единственная дочь Энн. Позже она прославилась под именем Аня Сетон как автор бестселлеров на исторические и биографические темы. В 1935 году Грейс и Эрнест развелись, и вскоре он женился на Джулии М. Батри, которая также занималась литературной деятельностью (сама и в соавторстве с мужем). У них не было своих детей, но в 1938 году они удочерили семилетнюю девочку Бьюлу (Ди) Сетон (в замужестве Ди Сетон-Барбер). В 1972 году её посетили советские журналисты В. Песков и Б. Стрельников, и эту встречу они описали в своей книге «Земля за океаном». Аня Сетон скончалась в 1990 году, а Ди Сетон-Барбер — в 2006.
Эрнест Сетон-Томпсон умер 23 октября 1946 года на 87-м году жизни в американском городе Санта-Фе (штат Нью-Мексико). По завещанию его тело было кремировано, и урна с прахом четырнадцать лет хранилась в доме. В 1960 году, в столетнюю годовщину со дня рождения писателя, его дочь Ди и внук Ситон Коттьер (сын Ани) поднялись в небо на самолёте и развеяли прах над холмами Ситон-Виладж.

## Общественно-педагогическая деятельность
Сетон-Томпсон разработал воспитательную систему «Пионеринг», связанную с играми и бытом на природе. Он назвал её так в честь знаменитого романа Ф. Купера «Пионеры», рассказывающего о жизни первых поселенцев в Северной Америке. Пионеринг (pioneering, дословно означает «первопроходчество») — выживание среди дикой природы, маскировка, тактические игры, походы, строительство переправ и навесов.
Автор книг о животных и художник-анималист, учёный-натуралист, основоположник экологического мышления, Э. Сетон-Томпсон стал основателем и руководителем движения следопытов в Северной Америке. В своих работах Сетон-Томпсон опирался на традиции индейцев. Начав в 1900 году борьбу за спасение собственного поместья от варварства окрестных мальчишек, на основе полученного опыта работы с детьми фермеров Сетон-Томпсон выработал программу игрового воспитания на природе. После публикации в 1902—1906 годах в журналах серии статей движение оформилось в общенациональную американскую организацию во главе с автором. Было опубликовано общее игровое руководство «Берестяной свиток», а организация получила название «Лиги лесных умельцев». В 1906 году Сетон-Томпсон поехал с лекционным турне в Англию, где передал английскому генералу Баден-Пауэллу свои материалы для формирования подобной организации в Англии. После выхода в 1908 году книги Баден-Пауэлла «Скаутинг для мальчиков» возникло дело о плагиате и искажении идей Сетон-Томпсона, правда, отказавшегося от судебного разбирательства.
С 1908 года в США получила распространение и модель скаутинга Баден-Пауэлла. В результате Сетон-Томпсон отошёл от общественных дел, ничего больше не организовывал, ссылаясь на недостаток времени. Сетон-Томпсон был невоенным человеком, ему вряд ли пришлись по душе военизированные детские собрания, не для того он покупал большой участок земли, устраивал собственный заповедник. Есть письма и воспоминания близких Сетон-Томпсона о том времени, о причинах ухода от организации детских скаутских лагерей.

## Наиболее примечательные издания на русском языке
- Маленькие дикари или повесть о том, как два мальчика вели в лесу жизнь индейцев и чему научились / Пер. с англ. Л. Б. Хавкиной. — М.: Издание Товарищества И. Д. Сытина, 1907. Одно из двух полных изданий на русском. В издании не все иллюстрации имеют подписи, встречаются неточности перевода.
- Юные дикари: Жизнь и приключения подростков в канадских лесах / Пер. с англ. Л. А. Мурахиной—Аксёновой // Полное собрание сочинений в 10 книгах. — М.: Тип. Т-ва И. Д. Сытина, 1910. — Книга 8. — (Бесплатное приложение к журналу «Вокруг Света» за 1910 г.). Во 2-й части отсутствует глава IV («The Sanger Witch», «Сэнгерская ведьма»). Не все иллюстрации.
- Два маленьких дикаря. Приключения двух мальчиков, живших жизнью индейцев, и чему они научились / Пер. с англ. Е. В. Лавровой. — СПб.: Издание книжного магазина П. В. Луковникова, 1912 г. — С 300 рисунков автора. Одно из двух полных изданий на русском. Небольшие отличия от издания 1907 г., есть неточности перевода, не все иллюстрации имеют подписи.
- Маленькие дикари или повесть о том, как два мальчика вели в лесу жизнь индейцев и чему научились / Под ред. Н. Чуковского; пер. с англ. Л. Б. Хавкиной; 2-е изд. // Собр. соч. в 3 томах. — М. — Петроград: Государственное издательство (Госиздат), 1923. — Т. III. — 483 с. — (Библиотека для детей и юношества. Иностранные писатели)[a].

Отсутствует вся первая часть («Glenyan & Yan»), то есть 14 глав. В остальном, текст почти полный, за исключением некоторых сокращений, а также замены специфических терминов, по сравнению с изданием 1910 г. и английским оригиналом. Имеются тоновые иллюстрации автора. Карандашные рисунки почти все, но некоторых нет. Не ко всем иллюстрациям даны подписи.
- Рольф в лесах. Рассказы / Пер. с англ. под ред. Н. Чуковского // Собр. соч. в 3 томах / 2-е издание. — М. — Л.: Государственное издательство, 1930. — Т. I. — 462 с. Отсутствует значительная часть — 53 главы вместо 87.
- Животные герои: Рассказы / Пер. с англ. под ред. Н. Чуковского // Собр. соч. в 3 томах / 2-е издание. — М. — Л.: Государственное издательство, 1930. — Т. II. — 442 с.
- Моя жизнь / Пер. с англ. А. Макаровой. — Ростов-на-Дону, 1957. Книга сильно урезана; объём составляет 186 страниц (в других изданиях от 100 до 150) в то время как в английском оригинале — от 300 до 400 страниц. Вырезана почти полностью первая глава, описывающая жизнь в Великобритании, урезаны описания домашней рутины, технические детали, неподходящие для детей подробности, описания торговых сделок.
- Маленькие дикари / Пер. с англ. Н. Темчиной. — М.: Государственное издательство «Детская литература» (Детгиз), 1960. — 239 с. — (Школьная библиотека). Отсутствуют некоторые главы и сильно сокращён весь текст. Имеются избавление от специфичной терминологии и неточности перевода. Тоновые иллюстрации отсутствуют, карандашные — сильно сокращены и не имеют подписей. Текст этого издания копировался всеми последующими, но к иллюстрациям автора проявлялось ещё большее пренебрежение.
- Жизнь и повадки диких животных. — М.: Знание, 1984.
- Прерии Арктики: 2000 миль на лодке в поисках карибу. Описание путешествия в район севернее озера Эйлмер / Пер. с англ. Л. М. Биндеман. — М.: Прогресс, 1987. — 304 с. В переводе племя чипевайан ошибочно названо как чиппева. Отсутствуют все фотографии и часть рисунков автора.
- Рольф в лесах: Повесть / Пер. с англ. И. Гуровой. — М.: Детская литература, 1992. — 287 с. — ISBN 5-08-001066-5. Полное издание.
- Рассказы о животных. — М.: Азбука, 2009, 2010. — 640 с. — (Всё о…). — ISBN 978-5-9985-0084-8. Содержит почти на 200 оригинальных авторских рисунков больше, чем предыдущие издания на русском языке.
- Маленькие дикари / Пер. с англ. Л. А. Мурахиной—Аксёновой; лит. обработка Г. Хондкариан. — М.: ЭНАС-КНИГА, 2012. — 256 с. (Мировая книжка). — ISBN 978-5-91921-135-8. Текст по изданию 1910 года, но ещё подвергнут «литературной обработке». Имеются сокращения, в том числе некоторых технических деталей, по сравнению с английским оригиналом. Вместо авторских иллюстраций помещены очень некачественные.

## Издания на английском языке
- Mammals of Manitoba (1886)
- Birds of Manitoba, Foster (1891)
- How to Catch Wolves (1894)
- Studies in the Art Anatomy of Animals (1896)
- Wild Animals I Have Known (1898)
- The Trail of the Sandhill Stag (1899)
- The Wild Animal Play for Children (Musical) (1900)
- The Biography of a Grizzly (1900)
- Bird Portraits (1901)
- Lives of the Hunted (1901)
- Twelve Pictures of Wild Animals (1901)
- Krag and Johnny Bear (1902)
- How to Play Indian (1903)
- Two Little Savages
- How to Make a Real Indian Teepee (1903)
- How Boys Can Form a Band of Indians (1903)
- The Red Book (1904)
- Monarch, The Big Bear of Tallac (1904)
- Woodmyth and Fable, Century (1905)
- Animal Heroes (1905)
- The birch-bark roll of the Woodcraft Indians, containing their constitution, laws, games, and deeds.
- The Natural History of the Ten Commandments (1907)
- Fauna of Manitoba, British Assoc. Handbook (1909)
- Biography of a Silver Fox (1909)
- Life-Histories of Northern Animals (2 тома) (1909)
- Boy Scouts of America: Official Handbook, with General Sir Baden-Powell (1910)
- The Forester’s Manual (1910)
- The Arctic Prairies (1911)
- Rolf in the Woods (1911)
- The Book of Woodcraft and Indian Lore (1912)
- The Red Lodge (1912)
- Wild Animals at Home (1913)
- The Slum Cat (1915)
- Legend of the White Reindeer (1915)
- The Manual of the Woodcraft Indians (1915)
- Wild Animal Ways (1916)
- Woodcraft Manual for Girls (1916)
- The Preacher of Cedar Mountain (1917)
- Woodcraft Manual for Boys; the Sixteenth Birch Bark Roll (1917)
- The Woodcraft Manual for Boys; the Seventeenth Birch Bark Roll (1918)
- The Woodcraft Manual for Girls; the Eighteenth Birch Bark Roll (1918)
- Sign Talk of the Cheyenne Indians and Other Cultures (1918)
- The Laws and Honors of the Little Lodge of Woodcraft (1919)
- The Brownie Wigwam; The Rules of the Brownies (1921)
- The Buffalo Wind (1921)
- Woodland Tales (1921)
- The Book of Woodcraft (1921)
- The Book of Woodcraft and Indian Lore (1922)
- Bannertail: The Story of a Gray Squirrel (1922)
- Manual of the Brownies 6th edition (1922)
- The Ten Commandments in the Animal World (1923)
- Animals (1926)
- Animals Worth Knowing (1928)
- Lives of Game Animals (4 volumes) (1925—1928)
- Blazes on the Trail (1928)
- Krag, The Kootenay Ram and Other Stories (1929)
- Billy the Dog That Made Good (1930)
- Cute Coyote and Other Stories (1930)
- Lobo, Bingo, The Pacing Mustang (1930)
- Famous Animal Stories (1932)
- Animals Worth Knowing (1934)
- Johnny Bear, Lobo and Other Stories (1935)
- The Gospel of the Redman, with Julia Seton (1936)
- Biography of An Arctic Fox (1937)
- Great Historic Animals (1937)
- Mainly about Wolves (1937)
- Pictographs of the Old Southwest (1937)
- Buffalo Wind (1938)
- Trail and Camp-Fire Stories (1940)
- Trail of an Artist-Naturalist: The Autobiography of Ernest Thompson Seton (1940)
- Santanna, The Hero Dog of France (1945)
- The Best of Ernest Thompson Seton (1949)
- Ernest Thompson Seton’s America (1954)
- Animal Tracks and Hunter Signs (1958)
- The Worlds of Ernest Thompson Seton (1976)

## Книги Джулии M. Сетон (Buttree)
- The Rhythm of the Redman In Song, Dance and Decoration. — Ney York: A. S. Barnes Place, 1930.
- Ernest Thompson Seton and Julia M. Seton. The Gospel of the Redman: Commemorative Edition. — 1936.

## Экранизации
- «Легенда о Лобо» — фильм 1962 года студии Walt Disney Productions.
- «Король гризли» — фильм 1970 года студии Walt Disney Productions.
- «Домино» — советский фильм 1973 года.
- Monarch: The Big Bear of Tallac (яп. シートン動物記　くまの子ジャッキー си:тон до:буцуки моногатари: кума но ко джеки, «Хроники животных Сетона: медвежонок Джеки») — 26-серийный японский аниме-сериал 1977 года студии Nippon Animation.
- Bannertail: The Story of Gray Squirrel (яп. シートン動物記 りすのバナー си:тон до:буцуки рису но бана:, «Хроники животных Сетона: Беличья история») — 26-серийный японский аниме-сериал 1979 года студии Nippon Animation.
- Seton Dobutsuki (яп. シートン動物記  си:тон до:буцуки, Хроники животных Сетона) — японский аниме-сериал 1989—1990 годов, выпущенный студией Eiken. Каждая серия является экранизацией одного из рассказов автора.
- «Чинк» — мультфильм 1992 года.

По мотивам рассказа Сетона-Томпсона о бродячей кошке «Королевская аналостанка» в конце 1980-х годов планировал снять фильм Ролан Быков. Над сценарием исходно работал Юрий Коваль, в 1988 году опубликовавший повесть «Шамайка». Впоследствии Быков дорабатывал сценарий для фильма, имевшего предполагаемое название «Трущобная кошка», однако этот замысел не был реализован.